# 大察日报春
大察日报春（学名：Primula tsariensis var. porrecta）为报春花科报春花属下的一个变种。

## 扩展阅读
- 維基物種上的相關：大察日报春